# Lorea Arribalzaga Ceballos
Lorea Arribalzaga Ceballos (Bilbao, 1972) es una diplomática española. Embajadora de España en República Dominicana (desde 2025).

## Carrera diplomática
Tras licenciarse en Empresariales en la Facultad de Ciencias Económicas y Empresariales de la Universidad de Deusto (1995), y cursar un semestre del último año de licenciatura en la Norges Handelshoyskole de Bergen (Noruega), ingresó en la carrera diplomática (2001). Completó su formación con el programa de Liderazgo en Gestión Pública del IESE Business School (2012).
Ha estado destinada en las Embajadas de España en Costa Rica, Ecuador e Italia. Y en el Ministerio de Asuntos Exteriores, Unión Europea y Cooperación ha sido: Subdirectora General de Políticas de Desarrollo  (2011-2012), Subdirectora General para Países Andinos en la Dirección General para Iberoamérica y el Caribe (2017-2021) además de trabajar en la Subdirección General de Europa Oriental.
Ha sido embajadora de España en Eslovaquia (2021-2025).
En junio de 2025 fue designada embajadora de España en República Dominicana.
Una de las prioridades de la embajadora es la promoción del idioma español en Eslovaquia. Por ello ha establecido un acuerdo de colaboración con la Universidad de Burgos y la Universidad Mateja Bela. El país cuenta con veintiocho centros e institutos de enseñanza bilingüe del español, aunque carece de docentes con la formación adecuada para desempeñar su trabajo con calidad.
Casada con el diplomático Antonio García Ferrer, que falleció repentinamente (1968-2020).